# Тенишев, Эдхям Рахимович
Эдхя́м (Эдге́м) Рахи́мович Те́нишев (тат. Әдһәм Тенишев; 25 апреля 1921, Пенза — 11 июля 2004, Москва) — советский и российский лингвист-тюрколог, монголовед. Доктор филологических наук, профессор, член-корреспондент АН СССР (1984). Заведующий отделом урало-алтайских языков Института языкознания РАН. Главный редактор журнала «Советская тюркология» и многотомного издания «Сравнительно-историческая грамматика тюркских языков».

## Биография
Родился 25 апреля 1921 года в Пензе в татарской семье. Когда ему исполнилось 10 лет, его родители переехали в Джалал-Абад (Киргизская ССР), где будущий учёный и окончил школу.
Несмотря на то, что свою жизнь он связал с языкознанием и этнографией, первым вузом, куда он поступил, был Московский институт инженеров железнодорожного транспорта. После Великой Отечественной войны Э. Р. Тенишев стал студентом восточного факультета Ленинградского государственного университета.
В 1953 году защитил кандидатскую диссертацию по уйгурскому языку памятника «Сутра золотого блеска» и поступил на работу в Институт языкознания АН СССР. Затем последовала длительная командировка в КНР, связанная со сбором материала по тюркским языкам и их диалектам на территории этой страны. После своего возвращения в Москву в 1959 году Эдхям Рахимович написал ряд работ по древнеуйгурскому, саларскому, сарыг-югурскому языкам и уйгурским диалектам, провёл систематизацию накопленного за время пребывания в Китае материала.
В 1969 году Э. Р. Тенишевым защищена докторская диссертация по теме «Строй саларского языка»; также в это время он продолжил изучение древнетюркских памятников литературы и тюркских языков. Важным событием для тюркологии стала начавшаяся работа над четырёхтомной коллективной монографией «Сравнительно-историческая грамматика тюркских языков».
Тенишев — автор 60 научных работ. Он принимал участие в составлении Древнетюркского словаря. В 1995 году вышли этнографические дневники его путешествий по Синьцзяну, Тибету и Центральному Китаю, в которых он дал описание духовной и материальной культуры местного населения.
Через год после смерти тюрколога вышла книга «Эдгем Рахимович Тенишев. Жизнь и творчество», составленная женой учёного Еленой Александровной Тенишевой, которая дневники мужа вместе с ценным фотографическим материалом передала Кунсткамере.
Похоронен на Хованском кладбище в Москве.

## Память
- В Казани названа улица его именем[11].

### Монографии
- Саларский язык. М., 1963;
- Язык жёлтых уйгуров. — М.: Наука, 1966. — 84 с. — 1700 экз. (в соавт. с Б. Х. Тодаевой).
- Строй саларского языка. — М.: Наука, 1976.
- Строй сарыг-югурского языка. М., 1976;
- Сравнительно-историческая грамматика тюркских языков / Отв. ред. Э. Р. Тенишев. — М.: Наука, 1984—.

[Кн. 1] : Фонетика. — 1984. — 484 с. (в соавт. с Л. С. Левитской, Л. А. Покровской и др.).
[Кн. 2] : Морфология. — 1988. — 557, [3] с. — 2000 экз. — ISBN 5-02-010861-8 (в соавт. с В. Д. Аракиным, Г. Ф. Благовой и др.).
[Кн. 4] : Лексика. — 1997. — 799 с. — 1000 экз. (в соавт. с Г. Ф. Благовой, И. Г. Добродомовым и др.).
Кн. 5 : Региональные реконструкции. — 2002. — 766, [1] с. — ISBN ISBN 5-02-022638-6 (в соавт. с Г. Ф. Благовой, Э. А. Груниной и др.).
- Уйгурский диалектный словарь. М., 1990;
- У тюркских народов Китая. (Дневники 1956—1958 гг.). М., 1995;
- Древнекыргызский язык. Бишкек, 1997;
- Избранные труды. — Уфа, 2006. — Т. 1—2.

### Статьи
- Воспоминание жёлтых уйгуров о С. Е. Малове // Известия КазССР. — Алма-Ата, 1960. — Т. 1.
- Три новых уйгурских документа из Турфана // Проблемы востоковедения. — 1960. — № 3. — С. 141—150 (в соавт. с Фэн Цзя-шэн).
- Отчёт о поездке к уйгурам, саларам и сарыг югурам // Известия ОЛЯ АН СССР.. — М., 1961. — Т. 20.
- Этнический и родоплеменной состав народности юйгу // Советская этнография. — 1962. — № 1. — С. 59—66.
- Древнеуйгурские надписи Киргизии // Народы Азии и Африки. — 1964. — № 1. — С. 146—149.
- О языке кыргызов уезда Фуюй (КНР) // Вопросы языкознания. — 1966. — № 1. — С. 88—96. Архивировано 4 апреля 2016 года.
- О языке калмыков Иссык-Куля // Вопросы языкознания. — 1976. — № 1. — С. 82—87. — ISSN 0373-658X. Архивировано 4 апреля 2016 года.
- О киргизском литературном языке в донациональный период // Вопросы языкознания. — 1989. — № 5. — С. 32—40. Архивировано 4 апреля 2016 года.
- Празднование Невруза и Хыдыреллеза в Турции (конец XIX — середина XX в.) // Советская этнография. — 1991. — № 6. — С. 71—80. — ISSN 0038-5050.
- Родословная Тенишевых // Российская провинция XVIII—XX вв. : Материалы всерос. конф. — Пенза, 1996.

## Награды
- Орден Турецкой Республики «За заслуги» (Турция, 14 января 1998 года).
- Орден «Данакер» (Кыргызстан, 19 мая 2001 года) — за большой научный вклад в развитие тюркологии и кыргызского языкознания, взаимообогащение национальных культур [12].

### Отдельные публикации
- О языке калмыков Иссык-Куля
- К изучению тюркских языков Крыма
- Магия древних знаков и чудачество казанского исследователя тюркских алфавитов Архивная копия от 8 января 2010 на Wayback Machine (о работах Ф. К. Мазитова)